# Stella Artois
Stella Artois (МФА: [ˈ/ˈstɛlə ɑrˈtwɑː/], Стелла Артуа, Звезда Артуа (латынь) — светлое пиво типа лагер, впервые сваренное в бельгийском городе Лёвен в 1926 году и добившееся первого коммерческого успеха и промышленных объемов производства в Канаде 1930-х годов. В настоящее время (2016 год) варится по лицензии компании AB InBev во многих странах мира.
Надпись «Anno 1366» и изображение охотничьего рога на логотипе относится к первому упоминанию 1366 года о пивоварне Den Hoorn (нидерландский — охотничий рог) в Лёвене. В 1708 году пивоварня была приобретена Себастьяном Артуа, который в 1717 году переименовал ее по своей фамилии — Артуа. В 1926 году сорт Stella Artois был запущен в Канаде как пиво для рождественских праздников, он быстро завоевал популярность и стал изготовляться круглый год в больших объемах. С 1960 года производилось 100 миллионов литров, к 2006 году более миллиарда литров пива ежегодно. Stella Artois является самым известным сортом бельгийского пива в мире, но в самой Бельгии более популярен сорт Jupiler.

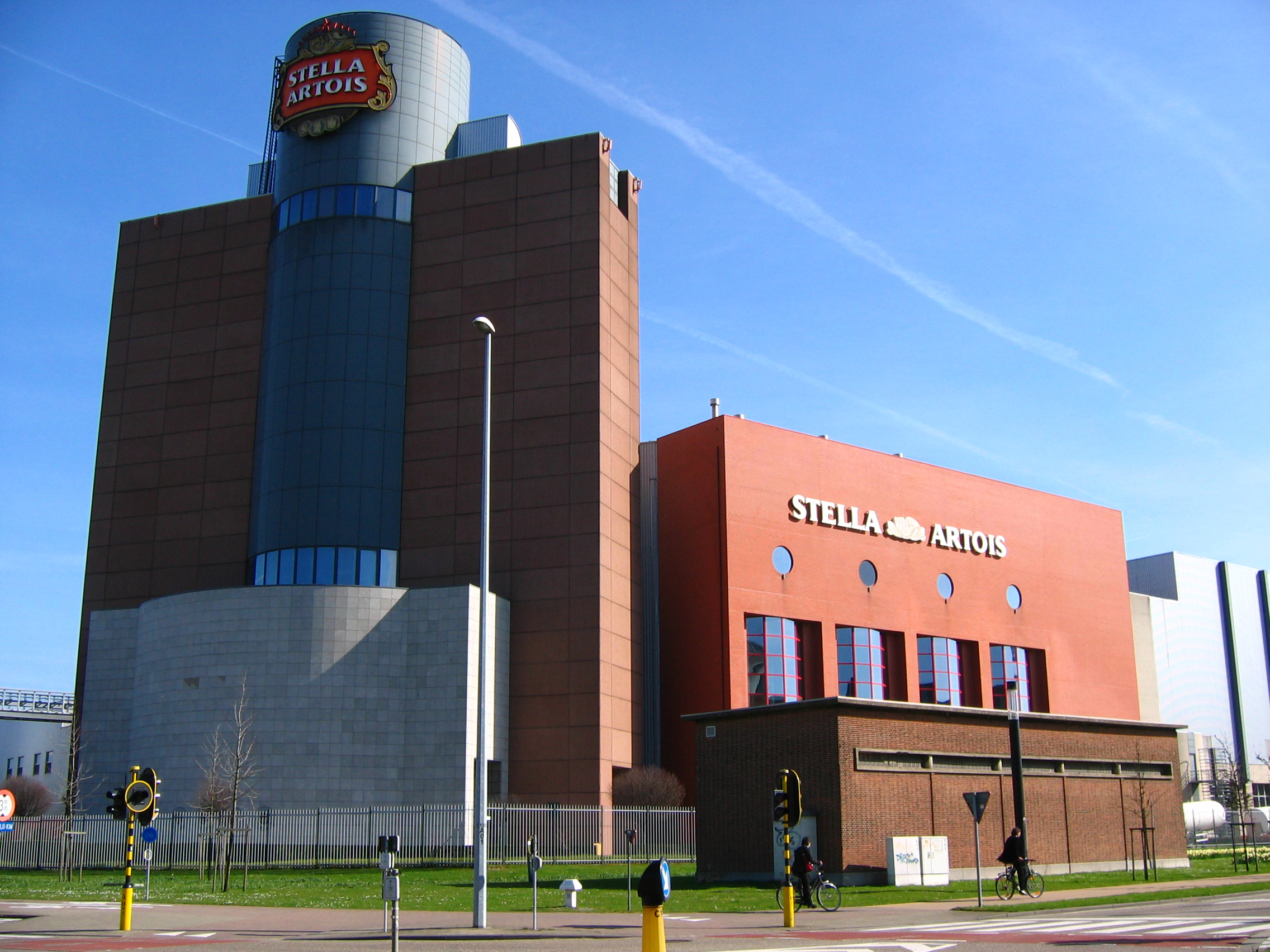
Пивоварня Stella Artois в Лёвене